# أوسفالدو خوسيه مارتينز جونيور
أوسفالدو خوسيه مارتينز جونيور (7 يوليو 1982 في البرازيل – )؛ هو لاعب كرة قدم سابق كان يلعب كلاعب وسط.

## وصلات خارجية
- أوسفالدو خوسيه مارتينز جونيور على موقع رابطة كرة القدم اليابانية للمحترفين (اليابانية)
- أوسفالدو خوسيه مارتينز جونيور على موقع Soccerway.com (الإنجليزية)
- أوسفالدو خوسيه مارتينز جونيور على موقع عالم كرة القدم.نت (الإنجليزية)